# Zeilen op de Olympische Zomerspelen 2020 – 49er mannen
De 49er mannen op de Olympische Zomerspelen 2020 vond plaats van 27 juli tot en met 2 augustus 2021. Regerend olympisch kampioen waren Peter Burling & Blair Tuke uit Nieuw-Zeeland, zij wonnen tijdens deze editie de zilveren medaille.
De competitie werd verdeeld in dertien ronden. Punten werden gegeven na elke race; de winnaar scoort 1 punt, de tweede plaats scoort 2 punten, enz. 
Als een zeiler gediskwalificeerd werd of niet had gefinisht, dan werd er 1 plus het aantal deelnemers aan punten gegeven, in dit geval was dat 20 punten. Het slechtste resultaat van de eerste 12 races werd weggestreept. De dertiende ronde, ook wel de medalrace genoemd, werd gehouden voor de top 10 van de eerste 12 races. In deze ronde werden de punten verdubbeld.

## Planning
| Datum           | Race              |
| --------------- | ----------------- |
| 27 juli 2021    | Race 1, 2 en 3    |
| 28 juli 2021    | Race 4, 5 en 6    |
| 30 juli 2021    | Race 7, 8 en 9    |
| 31 juli 2021    | Race 10, 11 en 12 |
| 3 augustus 2021 | Medalrace         |

## Resultaten[1]
| Rang   | Land | Sporter                            | Race | Race | Race   | Race   | Race   | Race   | Race   | Race   | Race   | Race | Race | Race | Race   | Punten | Punten |
| Rang   | Land | Sporter                            | 1    | 2    | 3      | 4      | 5      | 6      | 7      | 8      | 9      | 10   | 11   | 12   | M      | Tot    | Net    |
| ------ | ---- | ---------------------------------- | ---- | ---- | ------ | ------ | ------ | ------ | ------ | ------ | ------ | ---- | ---- | ---- | ------ | ------ | ------ |
| Goud   | GBR  | Dylan Fletcher Stuart Bithell      | 2    | 8    | 4      | 1      | 12     | 2      | 2      | 16     | 3      | 9    | 6    | 7    | 2      | 74     | 58     |
| Zilver | NZL  | Peter Burling Blair Tuke           | 12   | 3    | 7      | 2      | 10     | 1      | 3      | 6      | 2      | 5    | 2    | 11   | 6      | 70     | 58     |
| Brons  | GER  | Erik Heil Thomas Plößel            | 3    | 13   | 5      | 14     | 2      | 3      | 1      | 7      | 11     | 2    | 14   | 5    | 4      | 84     | 70     |
| 4      | ESP  | Diego Botín Iago López             | 5    | 1    | 2      | 5      | 4      | 10     | 15     | 2      | 5      | 4    | 12   | 6    | 14     | 85     | 70     |
| 5      | DEN  | Jonas Warrer Jakob Precht Jensen   | 6    | 5    | 10     | 3      | 1      | 4      | 6      | 4      | 14     | 15   | 5    | 8    | 16     | 97     | 82     |
| 6      | NED  | Bart Lambriex Pim van Vugt         | 14   | 2    | 3      | 7      | 6      | 7      | 13     | 14     | 7      | 6    | 7    | 3    | 12     | 101    | 87     |
| 7      | POR  | Jorge Lima José Costa              | 11   | 6    | 9      | 6      | 5      | 20 UFD | 5      | 10     | 1      | 11   | 4    | 4    | 22 OCS | 114    | 94     |
| 8      | CRO  | Šime Fantela Mihovil Fantela       | 4    | 14   | 8      | 13 STP | 13     | 6      | 14     | 3      | 20 DSQ | 1    | 10   | 2    | 18     | 126    | 106    |
| 9      | POL  | Łukasz Przybytek Paweł Kołodziński | 9    | 7    | 15     | 18     | 7      | 8      | 7      | 1      | 13     | 17   | 1    | 15   | 8      | 126    | 108    |
| 10     | AUT  | Benjamin Bildstein David Hussl     | 10   | 17   | 6      | 4      | 9      | 9      | 10     | 5      | 16     | 7    | 15   | 13   | 10     | 131    | 114    |
| 11     | JPN  | Leo Takahashi Ibuki Koizumi        | 17   | 11   | 13     | 11     | 15     | 11     | 4      | 12     | 4      | 8    | 3    | 16   |        | 125    | 108    |
| 12     | AUS  | Will Phillips Sam Phillips         | 7    | 4    | 1      | 8      | 11     | 15     | 16     | 20 UFD | 18     | 14   | 8    | 9    |        | 131    | 111    |
| 13     | IRL  | Robert Dickson Sean Waddilove      | 1    | 12   | 11     | 13     | 20 DFQ | 20 DSQ | 8      | 18     | 8      | 3    | 17   | 1    |        | 132    | 112    |
| 14     | SUI  | Sébastien Schneiter Lucien Cujean  | 16   | 10   | 14     | 10     | 3      | 20 UFD | 9      | 9      | 9      | 18   | 13   | 12   |        | 143    | 123    |
| 15     | FRA  | Lucas Rual Emile Amoros            | 15   | 9    | 16     | 15     | 8      | 13     | 11     | 15     | 10     | 12   | 16   | 10   |        | 150    | 134    |
| 16     | BRA  | Marco Grael Gabriel Borges         | 8    | 16   | 12     | 9      | 20 DSQ | 20 DSQ | 20 UFD | 8      | 6      | 19   | 11   | 18   |        | 167    | 147    |
| 17     | IND  | Ganapathy Kalapanda Varun Thakkar  | 18   | 18   | 17     | 19     | 14     | 5      | 17     | 11     | 15     | 16   | 9    | 14   |        | 173    | 154    |
| 18     | RSA  | Benjamin Talbot Alex Burger        | 13   | 15   | 18     | 17     | 17     | 14     | 12     | 13     | 17     | 10   | 19   | 17   |        | 182    | 163    |
| 19     | CAN  | William Jones Evan DePaul          | 19   | 19   | 20 UFD | 16     | 16     | 12     | 18     | 17     | 12     | 13   | 18   | 19   |        | 199    | 179    |

Afkortingen:
- OCS – Start aan verkeerde kant van de startlijn
- DSQ, BFD, DGM, DNE – Gediskwalificeerd
- DNF – Niet gefinisht
- DNS – Niet gestart
- DPI – Straf opgelopen
- RDG - Schadeloos gesteld
- UFD - "U"vlag diskwalificatie